# Lac du Vernois
Pour les articles homonymes, voir Vernois.
Le lac du Vernois est un petit lac glaciaire du département du Jura situé sur la commune du Frasnois (39130), dans la Région des lacs du Jura français.

## Présentation
Le lac du Vernois occupe un vallon isolé en contrebas de la route qui relie Le Frasnois à Chevrotaine : c'est un petit lac glaciaire de forme triangulaire qui épouse un anticlinal marneux avec une barrière morainique classique du relief calcaire jurassien. Il est alimenté par deux sources spécifiques et par divers ruissellements issus des plans d'eau situés à quelques kilomètres en amont, le lac d'Ilay en particulier. Ses eaux s'infiltrent dans le réseau karstique souterrain et rejoignent le lac de Chalain en aval, sur la commune de Fontenu.
L'origine du nom du lac demeure mystérieuse, tout comme celle de Narlay et de Maclu, mais pourrait désigner les aulnes, aussi appelés "vernes", qui se trouvent aux alentours (voir village du Vernois).
De surface limitée (7 hectares) et d'assez faible profondeur (environ 32 mètres), il reste abrité du soleil par une forêt de résineux sur son flanc sud  : ses eaux gèlent donc facilement et longtemps.
Le petit lac privé ne comporte pas d'aménagement particulier et sert d'abreuvoir aux bovins qui paissent à l'entour en été. On y rencontre aussi quelques pêcheurs cherchant à échapper aux activités touristiques qui animent les lacs voisins : plusieurs types de pêche sont pratiqués, tous rendus difficiles par la présence de nombreux roseaux compliquant l'accès aux berges du lac : on retiendra la pêche au poisson nageur artificiel, au lancer ou au coup. On peut y croiser également des spéléologues explorant les nombreuses galeries et cavités qui abondent dans le calcaire jurassien.
L'origine du nom du lac demeure mystérieuse, tout comme celle de Narlay et de Maclu, mais pourrait désigner les aulnes, aussi appelés "vernes", qui se trouvent aux alentours (voir village du Vernois).

## Label
Le lac fait partie du site Ramsar "Tourbières et lacs de la montagne Jurassienne" depuis février 2021.